# Colmenar del Arroyo
Colmenar del Arroyo est une commune de la communauté de Madrid, en Espagne.